# Danny Castillo
Daniel Alfonso Castillo, född 25 augusti 1979 i San Francisco, är en amerikansk MMA-utövare som 2011–2015 tävlade i organisationen Ultimate Fighting Championship.